# 필름시대사랑
"필름시대사랑"은 2015년에 개봉한 대한민국의 영화이다.

## 캐스팅
- 안성기 : 할아버지 역
- 문소리 : 병원 청소부 역
- 박해일 : 조명부 퍼스트 역
- 한예리 : 손녀 역
- 남명렬 : 노인 역
- 백현진 : 간호사 역
- 김학선 : 감독 역
- 곽자형 : 조감독 역
- 이준동 : 환자 1 역 (우정출연)
- 김동현 : 정신병원 환자 역 (우정출연)
- 허철 : 정신병원 환자 역 (우정출연)